# Ноуэль Атли Адноурссон
Ноэл Атли Адноурссон (исл. Nóel Atli Arnórsson; род. 30 сентября 2006) — исландский футболист, защитник клуба «Ольборг».

## Клубная карьера
Адноурссон — воспитанник датского клуба «Ольборг». 15 августа 2023 года в поединке Кубка Дании против «Игена» Ноэл дебютировал за основной состав. 10 марта 2024 года в матче против «Вендсиссель» он дебютировал в Первой лиге Дании. По итогам сезона игрок помог клубу выйти в элиту. 19 июля в матче против «Норшелланна» он дебютировал в датской Суперлиге. 